# Mistrzostwa Polski Par Klubowych na Żużlu 1989
Mistrzostwa Polski Par Klubowych na Żużlu 1989 – zawody żużlowe, mające na celu wyłonienie medalistów mistrzostw Polski par klubowych w sezonie 1989. Rozegrano dwa turnieje półfinałowe oraz finał, w którym zwyciężyli zawodnicy Unii Leszno.

## Finał
- Leszno, 6 lipca 1989
- Sędzia: Roman Cheładze

| Miejsce | Kluby                 | Suma | Zawodnicy                                               | Punkty                                              |
| ------- | --------------------- | ---- | ------------------------------------------------------- | --------------------------------------------------- |
| złoto   | Unia Leszno           | 47   | Roman Jankowski Zenon Kasprzak Piotr Pawlicki           | 23 (5,4,4,5,–,5) 24 (4,3,5,4,4,4) 0 (–,–,–,–,d,–)   |
| srebro  | Stal Rzeszów          | 38   | Jan Krzystyniak Janusz Stachyra Krzysztof Nurzyński     | 21 (w,5,4,5,4,3) 17 (5,2,3,3,3,1) ns                |
| brąz    | Stal Gorzów Wlkp.     | 33   | Piotr Świst Ryszard Franczyszyn Krzysztof Okupski       | 10 (2,4,2,–,2,0) 7 (1,3,–,3,–,–) 16 (–,–,5,5,4,2)   |
| 4       | Polonia Bydgoszcz     | 26   | Ryszard Dołomisiewicz Jacek Woźniak Krzysztof Ziarnik   | 20 (5,1,2,2,5,5) 6 (0,0,4,1,d,1) ns                 |
| 5       | Unia Tarnów           | 29   | Janusz Kapustka Janusz Łukasik Sławomir Tronina         | 22 (w,5,5,3,5,4) 0 (u/ns,–,–,–,–,–) 7 (3,0,w,1,1,2) |
| 6       | Włókniarz Częstochowa | 28   | Sławomir Drabik Dariusz Rachwalik Janusz Sikoń          | 19 (3,4,3,4,5,d) 7 (0,2,1,–,1,3) 2 (–,–,–,2,–,–)    |
| 7       | Apator Toruń          | 24   | Wojciech Żabiałowicz Stanisław Miedziński Robert Sawina | 21 (4,5,1,4,2,5) 0 (u/ns,–,–,–,–,–) 3 (2,0,0,0,1,0) |
| 8       | ROW Rybnik            | 23   | Mirosław Korbel Henryk Bem Adam Pawliczek               | 10 (3,2,–,1,–,4) 7 (1,–,2,–,3,1) 6 (–,1,3,d,2,–)    |
| 9       | Falubaz Zielona Góra  | 21   | Sławomir Dudek Zbigniew Błażejczak Jarosław Szymkowiak  | 11 (2,3,0,–,3,3) 8 (4,1,1,0,–,2) 2 (–,–,–,2,0,–)    |

Uwaga: o kolejności miejsc 1-3, 4-6 i 7-9 decydowała ostatnia seria biegów, w których spotkały się drużyny bezpośrednio rywalizujące o te miejsca, uszeregowane według zdobytych do tej pory punktów.